# Distrikt Jesús (Lauricocha)
Der Distrikt Jesús liegt in der Provinz Lauricocha in der Region Huánuco in Westzentral-Peru. Der Distrikt besitzt eine Fläche von 456 km². Beim Zensus 2017 wurden 4362 Einwohner gezählt. Im Jahr 1993 lag die Einwohnerzahl bei 7157, im Jahr 2007 bei 6233. Sitz der Distrikt- und Provinzverwaltung ist die 3486 m hoch gelegene Ortschaft Jesús mit 1501 Einwohnern (Stand 2017).

## Geographische Lage
Der Distrikt Jesús befindet sich in der peruanischen Westkordillere zentral in der Provinz Lauricocha. Der Río Nupe, der linke Quellfluss des Río Marañón, fließt entlang der nordwestlichen Distriktgrenze nach Norden. Dessen rechter Nebenfluss Río Huayhuash entwässert den Süden des Distrikts. Im Südwesten erhebt sich das vergletscherte Gebirgsmassiv Cordillera Huayhuash mit den Gipfeln Yerupaja (6635 m) und Siula Grande (6344 m).
Der Distrikt Jesús grenzt im Südwesten an die Distrikte Cajatambo und Copa (beide in der Provinz Cajatambo) sowie Pacllón (Provinz Bolognesi), im Nordwesten an die Distrikte Queropalca und Baños, im Norden an den Distrikt Jivia, im Nordosten an den Distrikt Margos (Provinz Huánuco) sowie im Osten und im Südosten an den Distrikt San Miguel de Cauri.

## Ortschaften
Im Distrikt gibt es neben dem Hauptort folgende größere Ortschaften:
- Caran
- Corian
- La Merced (492 Einwohner)
- Paracsha (379 Einwohner)
- San José de Ticra
- San Juan de Nupe
- Tupac Amaru